# Psychomyia enyo
Psychomyia enyo är en nattsländeart som beskrevs av Malicky 2000. Psychomyia enyo ingår i släktet Psychomyia och familjen tunnelnattsländor. Inga underarter finns listade i Catalogue of Life.